# Persone di cognome Abbott
| Questa pagina contiene informazioni ricavate automaticamente dalle voci biografiche con l'ausilio del template Bio e di un bot. L'aggiornamento è periodico e automatico e ricostruisce completamente la pagina. Se manca una persona in questa lista, sei pregato di non aggiungerla, ma accertati piuttosto che la sua voce biografica contenga il template Bio e che i dati anagrafici siano correttamente compilati. Se il template Bio manca, inseriscilo tu stesso o, in alternativa, metti l'avviso {{tmp\|Bio}} che ne segnala la mancanza. Se i dati riportati sono sbagliati, correggi direttamente la voce biografica; le modifiche saranno visibili in questa lista entro pochi giorni. Per chiarimenti vedi il progetto antroponimi. La lista contiene solo le 57 persone che sono citate nell'enciclopedia e per le quali è stato implementato correttamente il template Bio. Pagina aggiornata al 17 ott 2024. |

Questa è una lista di persone presenti nell'enciclopedia che hanno il cognome Abbott, suddivise per attività principale.

## Archeologi(1)
- Charles Conrad Abbott, archeologo e naturalista statunitense (Trenton, n. 1843 - Bristol, † 1919)

## Artisti(1)
- L. B. Abbott, artista e effettista statunitense (Pasadena, n. 1908 - Los Angeles, † 1985)

## Artisti marziali misti(1)
- Tank Abbott, artista marziale misto e ex wrestler statunitense (Huntington Beach, n. 1965)

## Attiviste(1)
- Grace Abbott, attivista statunitense (Grand Island, n. 1878 - Chicago, † 1939)

## Attori(4)
- Bruce Abbott, attore statunitense (Portland, n. 1954)
- Christopher Abbott, attore statunitense (Greenwich, n. 1986)
- Philip Abbott, attore statunitense (Lincoln, n. 1924 - Tarzana, † 1998)
- Steve Abbott, attore, personaggio televisivo e scrittore australiano (Broken Hill, n. 1956)

## Attrici(3)
- Diahnne Abbott, attrice statunitense (New York, n. 1945)
- Dorothy Abbott, attrice statunitense (Kansas City, n. 1920 - Los Angeles, † 1968)
- Gypsy Abbott, attrice statunitense (Atlanta, n. 1897 - Los Angeles, † 1952)

## Autori di giochi(1)
- Robert Abbott, autore di giochi statunitense (Saint Louis, n. 1933 - † 2018)

## Batteristi(1)
- Vinnie Paul, batterista statunitense (Dallas, n. 1964 - Las Vegas, † 2018)

## Calciatori(3)
- Jaiden Abbott, calciatore anguillano (Anguilla, n. 1984)
- Vernus Abbott, calciatore santaluciano (Mabouya Valley, n. 1987)
- Walter Abbott, calciatore inglese (Birmingham, n. 1877 - Birmingham, † 1941)

## Cantanti(2)
- Gregory Abbott, cantante statunitense (New York, n. 1954)
- Jacqui Abbott, cantante britannica (St Helens, n. 1973)

## Cantautori(1)
- Jerry Abbott, cantautore e produttore discografico statunitense (Abilene, n. 1942 - Denton, † 2024)

## Cestisti(1)
- Ty Abbott, ex cestista, allenatore di pallacanestro e dirigente sportivo statunitense (Phoenix, n. 1988)

## Chitarristi(1)
- Dimebag Darrell, chitarrista statunitense (Ennis, n. 1966 - Columbus, † 2004)

## Cicliste su strada(1)
- Mara Abbott, ex ciclista su strada statunitense (Boulder, n. 1985)

## Comici(1)
- Bud Abbott, comico e produttore cinematografico statunitense (Asbury Park, n. 1897 - Woodland Hills, † 1974)

## Compositori di scacchi(1)
- Joseph W. Abbott, compositore di scacchi britannico (Londra, n. 1840 - Londra, † 1923)

## Danzatori(1)
- Tommy Abbott, ballerino, coreografo e attore statunitense (Waco, n. 1934 - New York, † 1987)

## Drammaturghi(1)
- George Abbott, commediografo, sceneggiatore e regista statunitense (Forestville, n. 1887 - Miami Beach, † 1995)

## Educatrici(1)
- Isabella Abbott, educatrice e botanica statunitense (Hana, n. 1919 - Honolulu, † 2010)

## Filologi(1)
- Frank Frost Abbott, filologo classico e storico statunitense (Redding, n. 1860 - Montreux, † 1924)

## Fotografe(1)
- Berenice Abbott, fotografa statunitense (Springfield, n. 1898 - Monson, † 1991)

## Generali(1)
- James Abbott, generale inglese (Blackheath, n. 1807 - Ryde, † 1896)

## Giocatori di baseball(1)
- Jim Abbott, ex giocatore di baseball statunitense (Flint, n. 1967)

## Golfiste(1)
- Margaret Abbott, golfista statunitense (Calcutta, n. 1878 - Greenwich, † 1955)

## Hockeisti su prato(1)
- Des Abbott, hockeista su prato australiano (Darwin, n. 1986)

## Illustratrici(1)
- Elenore Abbott, illustratrice, scenografa e pittrice statunitense (Lincoln, n. 1875 - † 1935)

## Ingegneri(1)
- Ira Herbert Abbott, ingegnere aeronautico statunitense (n. 1906 - † 1988)

## Medici(1)
- Maude Abbott, medico canadese (Saint-André-d'Argenteuil, n. 1869 - Montréal, † 1940)

## Militari(1)
- George Abbott, militare e esploratore britannico (n. 1880 - † 1923)

## Pallavoliste(1)
- Symone Abbott, pallavolista statunitense (Northville, n. 1996)

## Pattinatori artistici su ghiaccio(1)
- Jeremy Abbott, ex pattinatore artistico su ghiaccio statunitense (Aspen, n. 1985)

## Pilote automobilistiche(1)
- Mishael Abbott, pilota automobilistica statunitense (Jefferson City, n. 1981)

## Pittori(2)
- John White Abbott, pittore inglese (Exeter, n. 1763 - † 1851)
- Lemuel Abbott, pittore britannico (Leicestershire, n. 1760 - Londra, † 1803)

## Politiche(1)
- Diane Abbott, politica britannica (Paddington, n. 1953)

## Politici(3)
- Tony Abbott, politico australiano (Londra, n. 1957)
- Greg Abbott, politico, avvocato e giurista statunitense (Wichita Falls, n. 1957)
- John Joseph Caldwell Abbott, politico canadese (Saint-André-d'Argenteuil, n. 1821 - Montréal, † 1893)

## Registe(1)
- Jennifer Abbott, regista, sceneggiatore e produttore cinematografico canadese (Montreal, n. 1965)

## Rugbisti a 15(1)
- Stuart Abbott, ex rugbista a 15 sudafricano (Città del Capo, n. 1978)

## Sceneggiatori(1)
- Paul Abbott, sceneggiatore e produttore televisivo britannico (Burnley, n. 1960)

## Scrittori(3)
- Jacob Abbott, scrittore e pedagogista statunitense (Hallowell, n. 1803 - Farmington, † 1879)
- Jeff Abbott, scrittore statunitense (Dallas, n. 1963)
- John Stevens Cabot Abbott, scrittore e storico statunitense (Brunswick, n. 1805 - Fairhaven, † 1877)

## Scrittrici(3)
- Eleanor Hallowell Abbott, scrittrice statunitense (Cambridge, n. 1872 - Portsmouth, † 1958)
- Elizabeth Abbott, scrittrice e storica canadese (Ottawa, n. 1942)
- Megan Abbott, scrittrice statunitense (Detroit, n. 1971)

## Soprani(1)
- Emma Abbott, soprano e impresaria teatrale statunitense (Chicago, n. 1850 - Salt Lake City, † 1891)

## Storici(1)
- Wilbur Cortez Abbott, storico e insegnante statunitense (Kokomo, n. 1869 - Boston, † 1947)